# مورالاک آکینسون
مورالاک آکینسون (انگلیسی: Morolake Akinosun؛ زادهٔ ۱۷ مهٔ ۱۹۹۴) دونده اهل ایالات متحده آمریکا است.
وی در مسابقات کشوری و بین‌المللی در مجموع برندهٔ ۱ مدال برنز شده‌است.